# 哈馬比足球會
哈馬比體育會（瑞典語：Hammarby Idrottsförening，縮寫為Hammarby IF）是一間位於斯德哥爾摩的瑞典體育會，於1889年成立，當時名為哈馬比划艇會（瑞典語：Hammarby Roddförening）。在1897年，由於運動員開始參與划艇以外的的運動，名字改為哈馬比體育會。自從1998年起，哈馬比就於瑞典足球超級聯賽角逐，並在2001年奪得首个聯賽冠軍。俱乐部曾五次参加瑞典杯决赛，并在2021年首次赢得冠军。
歷史上，哈馬比的球迷群體主要來自斯德哥爾摩南部比較窮困的社區，它也因此被稱爲「工人的球隊」。
俱乐部以其喧闹的球迷和北欧国家中最高的平均上座率而闻名。就所有年龄段的活跃球员数量而言，哈马比是欧洲最大的足球俱乐部之一，其体系内约有3,500名球员。

## 歷史

### 早年
哈馬比的足球部於1915年成立，當時哈馬比和Klara SK合併，結果哈馬比的顏色就是現在使用的綠色和白色。在1918年哈馬比和Johanneshovs IF合併，他們就變成黑色和黃色，直到1980年。早年的哈馬比並不是很成功，不過球會曾經在29年代一段短時期強大過，當時哈馬比打入Svenska Mästerskapet(瑞典杯的前身)決賽，但不敵加爾斯，而他們也在1924年開始參加瑞典足球超級聯賽。
其後的一段長時間，哈馬比成為甲組聯賽中最強的球會，當時甲組聯賽是稱為乙組聯賽。在1936/37球季他們首次贏得乙紅冠軍，但在爭取升班的季後賽落敗，未能升班。他們在1937/38球季也贏得冠軍，但可惜地又於季後賽落敗。而下一季，他們已連續三次贏得乙組冠軍，這次他們終於成功升上甲組聯賽了。頭一年他們以最後一名完成，其後六年他們則以頭四名完成。不過接下來的日子對哈馬比來說是十分艱難的日子，在1947/48球季，哈馬比在乙組聯賽以最後一名完成，而剛好聯賽制度改革，哈馬比直接降至丁組聯賽。

### 升降機年代
直到1950/1951球季，哈馬比重返乙組聯賽。只是4年後，於1954/55球季他們又再一次升上甲組聯賽。這一次他們以第六名完成，首次成功留級。而這一次也標誌著升降機年代的降臨。他們於1970年前，有7次升班和降班的紀錄。在這段時期，極具爭議性的哈馬比球員Nacka Skoglund効力球會。他在1950年因為哈馬比面臨財政危機，被球會賣至AIK蘇納。之後他到意大利繼續球員生涯。不過到了1964年，他重返哈馬比。在第一場上陣的第3分鐘，就開出了一個直接入龍門的角球。這個入球堪稱哈馬比最經典的入球，也望造了他的形象。

### 穩定年代
1970年哈馬比開季十分糟糕。這一年聯賽制度改變，一季的賽期變成一年中的春天和秋天兩部份，於夏天有一個休息時段。哈馬比於春天時只能取得3分，成為包尾份子。在眾人不寄厚望時，哈馬比於秋季聯賽的表現十分出色。這個時間哈馬比出產的球星包括Kenta Olsson和龙尼·赫尔斯特伦，而這一年哈馬比引入了會歌，對瑞典足球來說是新事物。他們於秋季聯賽保持不敗，最後以第五名完成，是當年有史以來最佳成績。
這年，哈馬比進入了另一個時期，就是穩定年代。在1970年代哈馬比給球迷的印象是最成功的時期，因為整個七十年代他們吸引了大批的球迷入場觀看球賽，雖然他們再沒有取得和1970年相比的成就。在1978年哈馬比的顏色由黃黑變成綠白。在1982年瑞典足球超級聯賽引入了季後賽，頭8名的球隊可以參與季後賽來決定誰是瑞典冠軍。頭一年哈馬比已經打入了季後賽，他們給人只有在主場才會強大的感覺未被改變。整季中，哈馬比在主場不敗。到季尾時，哈馬比以第二名完成，又再打破了有史以來最後的聯賽紀錄。他們在季後賽到最後一輪才被當年十分強勁的哥登堡淘汰。
新制度給了哈馬比一個機會復仇，他們在半準決賽輕易擊敗奧基迪後，準決賽則在有點驚濤駭桹的情況下擊敗艾夫斯堡。在總決賽面對哥登堡，首場作客哈馬比贏2-1，令在蘇達球場的球迷十分興奮。不過次回合哥登堡贏3-1，但哈馬比都創出了最佳成績的紀錄，尤其是當哥登堡後來贏得歐洲足協杯，成為唯一一隊瑞典球會獲得這項榮譽。下一年，哈馬比表現也很好，以第五名完成而打入季後賽。不過第一場就被AIK蘇納擊敗。而在瑞典杯，他們第一次打入決賽，不過再一次輸給哥登堡。後來哥登堡打入歐洲足協杯，而哈馬比則打入歐洲杯賽冠軍杯。這是他們第一次於國際賽亮相，不過在第二圈被芬蘭球會哈卡淘汰。哈馬比在八十年代表現都很穩定，在1981年至1987年之間都在頭六名以內，和擁有龐大的球迷支持(和現在相比則不算大)。

### 艱難和重生
在1988年，哈馬比連續18年處於最高級別聯賽的紀錄告終，他們在該年以最後一名完成。而整個九十年代對哈馬比來說都十分艱難，雖然他們第二年就重返超級聯賽，但最終還是以最後一名完成而再降班，直到1994年才回到超級聯賽。在1998年，哈馬比又一次成為表現穩定的球會，這一年他們差點就首次贏得聯賽冠軍，聯賽大部份時間領先，但最後5-6輪被超越，最後以第三名完成，當時是他們歷來第二佳的成績。這個聯賽冠軍一直要等到2001年為止。這一年，哈馬比遇上財政困難，很多人都不看好哈馬比的前景，甚至有人預測他們又會包尾而回。但哈馬比一直領先聯賽，直到最後兩輪以3-2擊敗奧基迪，確保了聯賽冠軍的位置。球迷都湧到球場慶祝，而在最後一場賽事完成後，為數35,000-50,000的球迷在蘇達市面和國民廣場繼續慶祝。以哈馬比不高的知名度，這種慶祝規模在瑞典來說十分罕有，能和此相比的只有瑞典國家足球隊和冰上曲棍球隊。
帶領球會奪冠的教練Sören Cratz，在球季中途得悉不獲續約，所以奪金的一場是他最後兩場執教的球賽，形成了一個奇怪的局面。他不獲續約的原因是因為哈馬比會方通過球會的方針，球隊應該發揮出更主動、更具攻擊力和更具娛樂性的足球，而Sören Cratz則被認為做不到這一點。在2002年，他證明了自己在哈馬比球迷的崇高地位，他帶領希爾星堡對哈馬比，在球賽結束後得到全場哈馬比球迷的歡呼。因此，他被希爾星堡解顧。而接下來的幾年是哈馬比最成功的時期，他們於2003年以第二名完成，僅以一分之微屈居於冠軍佐加頓斯之下。而2002年和2005年他們分別以第六名和第四名完成，當中2002年的一次他們大部份時間是領先的。
2019年11月，安舒茨娛樂集團宣布将哈馬比一半所有权出售给马尔默FF的兹拉坦·伊布拉希莫维奇，成为哈马比俱乐部的股东之一。

## 著名球員
- 伦纳特·斯科格隆（Lennart Skoglund）
- 斯文·贝里奎斯特
- 龙尼·赫尔斯特伦（Ronnie Hellström）
- Kenneth Ohlsson
- Lars Eriksson
- 米凯尔·赫尔斯特罗姆（Mikael Hellström）
- 肯尼迪·巴克西奥格鲁（Kennedy Bakircioglu）
- 亚历山大·奥斯伦德
- Hans Eskilsson
- 伊巴謙莫域

## 成就
- 瑞典冠軍:
  - 冠軍 (1): 2001
- 瑞典足球超級聯賽:
  - 冠軍 (1): 2001
  - 亞軍 (2): 1982, 2003
- 瑞典足球超級聯賽 季後賽:
  - 亞軍 (1): 1982
- Svenska Mästerskapet:
  - 亞軍 (1): 1922
- 瑞典盃:
  - 冠軍 (1): 2020–21
  - 亞軍 (3): 1976–77, 1982–83, 2009–10

## 外部連結
- Hammarby IF Fotboll（页面存档备份，存于） - 官方網站
- Bajen Fans（页面存档备份，存于） - 官方球迷會網站
- Söderstadion（页面存档备份，存于） - 球迷網站
- 哈马比足球俱乐部 - 微博 哈马比足球俱乐部
- Ultra Boys Stockholm（页面存档备份，存于） - 足球流氓(ultras)網站